# Mieczysław Marynowicz
Mieczysław Mikołaj Marynowicz (ur. 27 listopada 1926 w Stawie, zm. 21 lipca 1991 w Pucku) – polski działacz spółdzielczy, poseł na Sejm PRL VI i VII kadencji. 

## Życiorys
W czasie II wojny światowej pracował przymusowo w Niemczech. W 1949 rozpoczął działalność w Spółdzielni Pracy „Zatoka”. W 1956 przystąpił do Stronnictwa Demokratycznego, z ramienia którego pełnił obowiązki wiceprzewodniczącego prezydium Powiatowej Rady Narodowej w Pucku (1956–1957). Później wielokrotnie zasiadał w Miejskiej Radzie Narodowej Pucka (w 1980 był jej wiceprzewodniczącym). Udzielał się w pomorskiej spółdzielczości. 
W 1972 uzyskał mandat posła na Sejm PRL VI kadencji z okręgu Gdynia. Zasiadał w Komisjach: Drobnej Wytwórczości, Spółdzielczości Pracy i Rzemiosła oraz Przemysłu Lekkiego. W 1976 po raz kolejny rekomendowany do Sejmu (z tego samego okręgu), był członkiem Komisji Handlu Wewnętrznego, Drobnej Wytwórczości i Usług oraz Komisji Gospodarki Morskiej i Żeglugi. 
Odznaczony Srebrnym i Złotym Krzyżem Zasługi.
Pochowany wraz z Jadwigą Marynowicz (1929–2004) na cmentarzu parafialnym w Pucku.